# Omloop Het Nieuwsblad 2022
Das Straßenradrennen Omloop Het Nieuwsblad 2022 war die 77. Austragung des belgischen Eintagesrennens. Das von Flanders Classics organisierte Rennen fand am 26. Februar 2022 statt und ist Teil der UCI WorldTour 2022.

## Teilnehmende Mannschaften und Fahrer
Neben den 18 UCI WorldTeams standen 7 UCI ProTeams am Start. Mit Ausnahme von Groupama-FDJ, Movistar (jeweils 6 Fahrer) und Bike Exchange-Jayco (5 Fahrer) standen bei jedem Team sieben Fahrer in der Startliste. Sep Vanmarcke (Israel-Premier Tech), Tim Wellens (Lotto Soudal) und Nils Eekhoff (Team DSM) nahmen das Rennen jedoch nicht in Angriff.
Mit Jasper Stuyven (Trek-Segafredo), Zdeněk Štybar (Deceuninck-Quick-Step), Michael Valgren (EF Education-EasyPost) Greg Van Avermaet (AG2R Citroën Team) und Philippe Gilbert (Lotto Soudal) nahmen fünf ehemalige Sieger des Klassikers am Rennen teil.
Zu den Favoriten galten Wout Van Aert (Jumbo-Visma), Sonny Colbrelli (Bahrain Victorious), Kasper Asgreen (Quick-Step Alpha Vinyl Team), Jasper Stuyven (Trek-Segafredo), Thomas Pidcock (Ineos Grenadiers), Greg Van Avermaet, Oliver Naesen (beide AG2R Citroen) und Peter Sagan (TotalEnergies).
Zu den weitere Klassiker-Spezialisten mit Siegchancen galten Yves Lampaert, Florian Sénéchal, Zdeněk Štybar (alle Quick-Step Alpha Vinyl Team), Tiesj Benoot, Mike Teunissen (beide Jumbo-Visma), Gianni Moscon (Astana Qazaqstan Team), Matej Mohorič (Bahrain Victorious), Bryan Coquard (Cofidis), Matteo Trentin, Alessandro Covi (UAE Team Emirates), Søren Kragh Andersen (Team DSM), Nils Politt (Bora-Hansgrohe), Alexei Luzenko (Astana Qazaqstan Team) und Anthony Turgis (TotalEnergies).

## Streckenführung
Die Strecke führte über 204,2 km von Gent über die Flämischen Ardennen nach Ninove. Im Vergleich zum Vorjahr veränderte sich die Streckenführung nur geringfügig. Insgesamt mussten die Fahrer 13 Hellingen (kurze Anstiege in Flandern) und 9 Kopfsteinpflaster-Passagen überqueren. Die letzten beiden Kopfsteinpflasteranstiege, die Muur-Kapelmuur (km 188) und der Bosberg (km 191), stellten die letzten großen Hindernisse vor dem Ziel dar.
|                       | km    | Kopfsteinpflaster | Anstieg |
| --------------------- | ----- | ----------------- | ------- |
| Haaghoek              | 43    | ●                 |         |
| Leberg                | 46    |                   | ●       |
| Huisepontweg          | 67,4  | ●                 |         |
| Katteberg             | 103,6 | ●                 | ●       |
| Holleweg              | 104,4 | ●                 |         |
| Haaghoek              | 110,1 | ●                 |         |
| Leberg                | 113,2 |                   | ●       |
| Paddestraat           | 119,3 | ●                 |         |
| Hostellerie           | 130,2 |                   | ●       |
| Valkenberg            | 138,1 |                   | ●       |
| Holleweg              | 146   | ●                 |         |
| Wolvenberg            | 148,6 |                   | ●       |
| Kerkgate              | 152,2 | ●                 |         |
| Jagerij               | 154,8 | ●                 |         |
| Marlboroughstraat     | 163,8 |                   | ●       |
| Biesestraat           | 165,2 |                   | ●       |
| Haaghoek              | 165,9 | ●                 |         |
| Leberg                | 168,9 |                   | ●       |
| Berendries            | 172,9 |                   | ●       |
| Elverenberg-Vossenhof | 175,4 |                   | ●       |
| Muur-Kapelmuur        | 187,5 | ●                 | ●       |
| Bosberg               | 191,4 | ●                 | ●       |
| Ziel                  | 204,2 |                   |         |

## Rennverlauf und Ergebnis
Eine sechsköpfige Ausreißergruppe lag 55 km vor dem Ziel noch eine Minute vor dem Feld, aus dem sich erst auf dem Wolvenberg Florian Vermeersch (LTS) und Loïc Vliegen (IGW) absetzten und wenig später auf der Kerkgate noch Stefan Küng (GFC); diese stießen bei Kilometer 45 zu den Ausreißern. Auf dem Berendries traten erstmals die Favoriten in Aktion: eine Attacke von Matej Mohorič und Matteo Trentin (beide TBV) wurde von Tiesj Benoot, Wout van Aert (beide TJV), Tom Pidcock, Jhonathan Narvaez (beide IGD) und Sonny Colbrelli (TBV) gekontert. Auch diese stießen zur Spitzengruppe, in der von den ursprünglichen Ausreißern noch Ben Healy (EFN), Juri Hollmann (MOV) und Morten Hulgaard (UXT) übrig waren. Diese Gruppe hatte einen Vorsprung von etwa 40 Sekunden vor dem Feld.
Kurz vor Geraardsbergen attackierte Tiesj Benoot, der Rest der Spitzengruppe verlangsamte das Tempo und wurde eingeholt. Nach der Tempoverschärfung auf der Muur wurde auch Benoot von einer nunmehr 20-köpfigen Spitzengruppe eingeholt. Am Fuße des Bosbergs setzte sich Wout van Aert ab. Seine Attacke blieb unbeantwortet, und er fuhr die letzten 10 Kilometer allein ins Ziel.
| Platz | Fahrer             | Nation | Team                               | Zeit                   |
| ----- | ------------------ | ------ | ---------------------------------- | ---------------------- |
| 01.   | Wout van Aert      | BEL    | Jumbo-Visma                        | 4:50:46 h (42,13 km/h) |
| 02.   | Sonny Colbrelli    | ITA    | Bahrain Victorious                 | + 0:22 min             |
| 03.   | Greg Van Avermaet  | BEL    | AG2R Citroën Team                  | "                      |
| 04.   | Oliver Naesen      | BEL    | AG2R Citroën Team                  | "                      |
| 05.   | Victor Campenaerts | BEL    | Lotto Soudal                       | "                      |
| 06.   | Rasmus Tiller      | NOR    | Uno-X Pro Cycling Team             | "                      |
| 07.   | Matteo Trentin     | ITA    | UAE Team Emirates                  | "                      |
| 08.   | Andrea Pasqualon   | ITA    | Intermarché-Wanty-Gobert Matériaux | "                      |
| 09.   | Florian Sénéchal   | FRA    | Quick-Step Alpha Vinyl Team        | "                      |
| 10.   | Jasper Stuyven     | BEL    | Trek-Segafredo                     | "                      |